# سيد ووماك
سيد ووماك (بالإنجليزية: Sid Womack)‏ هو لاعب كرة قاعدة أمريكي، ولد في 2 أكتوبر 1896 في غرينسبورغ في الولايات المتحدة، وتوفي في 28 أغسطس 1958 في جاكسون في الولايات المتحدة.

## وصلات خارجية
- سيد ووماك على موقعبيزبول رفرنس.كوم (الدوري الرئيسي) (الإنجليزية)
- سيد ووماك على موقعبيزبول رفرنس.كوم (الدوري الثانوي) (الإنجليزية)